# Glasbjörksdvärgmal
Glasbjörksdvärgmal (Ectoedemia minimella) är en fjärilsart som först beskrevs av Johan Wilhelm Zetterstedt 1839.  Glasbjörksdvärgmal ingår i släktet Ectoedemia, och familjen dvärgmalar. Arten är reproducerande i Sverige.